# Cartesiaanse twijfel

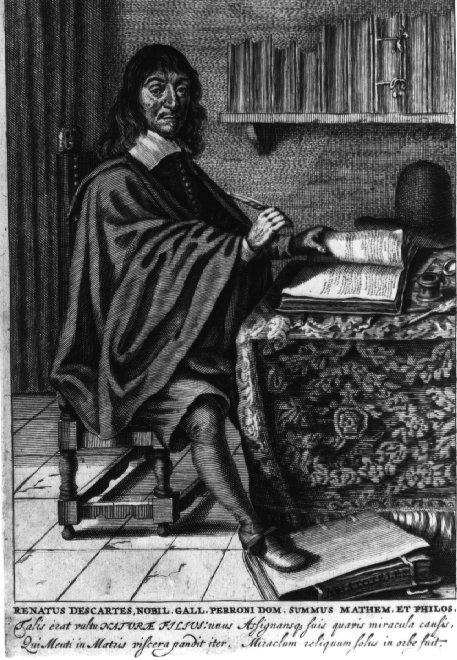
René Descartes

De cartesiaanse twijfel of methodische twijfel is in de filosofie van René Descartes een manier van zoeken naar zekerheid door systematisch aan alles te twijfelen. Descartes besloot tot deze methode na zijn confrontatie met de vele en oneindige discussies die door de traditionele scholastici werden gevoerd, die geen resultaten leken op te leveren. De oorzaak zag Descartes in het feit dat men in de filosofie nog geen onbetwijfelbare zekerheden had gevonden waarop men verder kon bouwen. Descartes stelde voor om over te gaan tot een methodische twijfel, die inhoudt dat men alles betwijfelt wat men kan betwijfelen, zelfs de toenmalige wetenschappelijk inzichten en de Heilige Schrift. Als men alles weglaat waaraan getwijfeld kan worden, houdt men volgens Descartes alleen datgene over dat noodzakelijk waar is.
Een oorzaak van fouten en onzekerheden is dat wij worden bedrogen door onze zintuigen en denkbeelden. Zo lijkt het op het eerste gezicht een feit dat je armen en benen hebt, en een hoofd om mee te denken, maar ook deze uitspraak is misschien niet altijd waar.  Door middel van deze methodische twijfel kwam Descartes uiteindelijk tot een vast fundament. Descartes realiseerde zich: Wát ik denk is in de meeste gevallen niet waar, maar dát ik denk wel. Zo kwam hij tot zijn bekende conclusie: ’Ik denk, dus ik besta’. 

## Twijfel
Twijfel is in de filosofie van René Descartes een centraal element en valt uiteen in segmenten, samengevat door de stelling: ’initieel is niets zeker’. Volgens Descartes bestaat er altijd twijfel aan de echtheid van zintuiglijke waarnemingen, waarvoor hij in zijn werk Méditation métaphysique het voorbeeld van optische illusies gebruikt. Daarnaast bestaat er ook een hyperbolische twijfel: de twijfel, die voorheen betrekking had op hetgeen waargenomen werd, bereikt bij Descartes alle aspecten van realiteit, waaronder ook abstracte begrippen en wiskundige waarheden. Dit gedachteproces leidde bij Descartes uiteindelijk tot een absoluut weten, het cogito. Het stelde hem onder meer in staat, op empirische in plaats van logische wijze, het bestaan van menselijke vrijheid aan te tonen. (Principes de la philosophie, I, 39)

## Gedachteproces
Het doel is het schijnweten volledig uit te bannen en een volledig zekere, deductieve wetenschap te vinden, volgens Descartes de enige manier waarop men zekere waarheden kan verkrijgen. Om tot dit resultaat te komen gebruikt hij drie fasen van radicale, kunstmatige twijfel:
- De natuurlijke twijfel: kennis verkregen door onderricht en boeken moet verworpen worden, net als zintuiglijke kennis. Hij stelt zich de vraag of aan de zintuiglijke oordelen een objectieve werkelijkheid correspondeert: bestaat de materiële wereld wel, en dus ook ons lichaam? Men kan niet zeker zijn dat de dingen die men ziet echt bestaan en niet louter bedrog zijn via dromen of illusies.

- De hyperbolische twijfel: men kan niet zeker zijn dat de dingen die men ziet echt zijn, maar men lijkt toch zeker te zijn van de wiskunde. De waarheid van de wiskunde wordt, echter, in twijfel getrokken door de introductie van een god als "malin génie": wie garandeert ons dat er geen bedrieglijke demon bestaat die ons bij het simpelste optelsommetje de verkeerde getallen doet uitkomen? De conclusie is een radicaal niet-weten.

- De metafysische twijfel: deze "malin génie" zorgt er dus voor dat we niets zeker kunnen weten, zelfs wiskundige stellingen niet. Kan men dan überhaupt nog iets weten? Kan ik weten dat ik nog besta? Kan ik niet ook daaraan twijfelen? Hier, echter, vindt Descartes een zekerheid die zelfs zo'n "malin génie" niet kan ontkrachten, namelijk de zekerheid van de twijfel. Men kan aan alles twijfelen, maar niet aan het feit dat men twijfelt.

### De drie zekerheden
Om rationaliteit te funderen gaat Descartes te werk via drie zekerheden:
De eerste zekerheid is die van de twijfel. Door dingen ter discussie te stellen ontstaat er twijfel. Wanneer deze twijfel op zijn beurt eveneens ter discussie wordt gesteld, wordt het feit herbevestigd dát ik twijfel. Op deze manier ontstaat een zekerheid, namelijk die van het bestaan van de twijfel, de activiteit van het denken in zijn puurste vorm. Het denken (het cogito) bevestigt de aanwezigheid van deze denkactiviteit (het zijn). Ik denk, dus ik ben. Met deze eerste zekerheid bewees Descartes het bestaan van het denken als substantie: er is iets dat twijfelt, en dus denkt.
De tweede zekerheid was die van het bestaan van God. Met de eerste zekerheid, is zeker omdat hij niet te betwijfelen is. Het denken "is", omdat het een duidelijk en welonderscheiden (claire et distincte) idee is. Elke idee die aan deze voorwaarden voldoet, moet volgens Descartes dus waar zijn. Om door het denken te komen tot zuivere ideeën over de buitenwereld, moet zekerheid worden geschapen over de juistheid en zuiverheid van denken en ideeën. Dat wat deze zuiverheid waarborgt, is volgens Descartes God.
Om het bestaan van deze God aan te tonen, steunde Descartes op twee godsbewijzen (a posteriori en a priori). Het eerste bewijs (a posteriori) maakt gebruik van de causaliteit en de idee van oneindigheid. Aangezien het denken gesloten en dus eindig is, kan de idee van oneindigheid volgens Descartes niet uit iemand zelf komen. De oneindigheid moet een oorsprong hebben buiten het denken. Deze oorsprong zou God zijn. Het tweede bewijs (a priori) stelt dat de idee van de oneindigheid ook het bestaan van de volmaakte oneindigheid impliceert. Deze volmaakte oneindigheid vormt, volgens Descartes, de tweede substantie naast het denken, namelijk God.
De derde zekerheid is die van het bestaan van de buitenwereld. In het denken worden zintuiglijke prikkels waargenomen die voorstellingen doen ontstaan. De vraag is nu of deze voorstellingen werkelijk zijn en zijn zoals ze zich voordoen. Het bestaan van een God kan het wantrouwen ten opzichte van deze waarnemingen ontkrachten. Doordat men de zekerheid van God heeft, als oneindigheid, volgt daar ook uit dat God waarachtig is. Waarachtigheid is immers een eigenschap van de perfecte God. Hierdoor weten we dus dat God geen "malin génie" is, want dan zou hij niet waarachtig en dus niet perfect zijn. Op deze manier is er dus zekerheid qua het bestaan van een buitenwereld. Er dient evenwel opgemerkt dat God slechts in principe garandeert dat er een overeenstemming is tussen onze ideeën en de uitwendigheid: het is de ervaring die uitmaakt wat effectief gerealiseerd is.

## Kritiek
Er is op verscheidene wijzen kritiek geleverd op deze methodische twijfel van Descartes. Veel vormen komen uit de hoek van het pragmatisme, en vooral als kritiek op de relevantie en de waarde ervan. De pragmatist Charles Sanders Peirce leverde bijvoorbeeld in zijn artikel Some Consequences of Four Incapacities een sterke kritiek op deze cartesiaanse twijfel. Volgens Peirce is zo'n methodische twijfel niet werkbaar, omdat men zich nooit helemaal bewust kan zijn van de vooronderstellingen ("prejudices") die men heeft. Men kan dus niet twijfelen aan alles, omdat men niet altijd weet waar men al van uitgaat. Peirce onderscheidt dit van echte twijfel, via welke deze vooronderstellingen wel in twijfel kunnen worden getrokken. Zo schrijft hij:
"We cannot begin with complete doubt. We must begin with all the prejudices which we actually have when we enter upon the study of philosophy. These prejudices are not to be dispelled by a maxim, for they are things which it does not occur to us can be questioned. Hence this initial scepticism will be a mere self-deception, and not real doubt; and no one who follows the Cartesian method will ever be satisfied until he has formally recovered all those beliefs which in form he has given up. [...] A person may, it is true, in the course of his studies, find reason to doubt what he began by believing; but in that case he doubts because he has a positive reason for it, and not on account of the Cartesian maxim. Let us not pretend to doubt in philosophy what we do not doubt in our hearts."
Daarnaast stelt het pragmatisme dat absoluut zekere kennis zelden wordt verondersteld in de werkelijkheid. In tegenstelling lijken de mensen in de praktijk te werken met dingen die ze niet absoluut zeker weten. Het is met name de filosoof Richard Rorty die in zijn boek Philosophy and the Mirror of Nature dit soort zoektochten naar absolute waarheid verwerpt (zie in dit verband ook postfilosofie).
Ook kan men stellen dat wat als "zeker maken" of funderen geldt, varieert van context tot context. Vergelijk bijvoorbeeld een biologisch experiment met het zoeken van je autosleutels. Hierbij kan dan ook de vraag gesteld worden wat de waarde van een absolute zoektocht naar universele geldigheid kan opbrengen. Ook kan men in dit verband vraagtekens zetten bij de mogelijkheid van zo'n absolute zekerheid.
Een andere kritiek is mogelijk vanuit de filosofie van Ludwig Wittgenstein en met name in verband met zijn private language argument. Wittgenstein legt er sterk de nadruk op dat de (juiste) betekenis van woorden en termen slechts kan vastgesteld worden in een publieke context. Als men van een cartesiaanse twijfel uitgaat, en dus van niets zeker kan zijn buiten zijn eigen bestaan, kan men nooit de waarheid en juistheid van termen rondom zich vastleggen. Stel bijvoorbeeld dat men een bepaalde gewaarwording wil benoemen door er de term A aan vast te koppelen. Later, wanneer men van mening is dat men "dezelfde" gewaarwording ervaart, zal men stellen dat A daar weer is. Wat is echter in dit verband het correcte criterium voor het gebruik van A? Men kan hier niet zeggen wanneer een sensatie wel A of niet A is, zolang men enkel bij zijn eigen innerlijk denken blijft. Een meer intelligibele vraag in plaats van "wat kan ik zeker weten?" was "wat kunnen wij zeker weten?". In sociaal verband kan men immers nog uitmaken hoe termen gebruikt moeten worden, omdat men ze aan elkaar kan toetsen.